# Txarango
Txarango var en spansk (katalansk) musikgrupp bildad 2010 och upplöst 2021. Man spelade en blandning av pop och Latinamerikansk musik, inklusive reggae, pachanga och cúmbia. Under karriären utgav man fyra studioalbum och nådde en stor publik på den livaktiga katalanskspråkiga musikfestivalscenen. Dessutom arrangerade man den återkommande festivalen Clownia.

## Historia

### Ursprung
Gruppen bildades i Barcelona vintern 2010, efter initiativ från sångaren Alguer Miquel. Flera år tidigare (cirka 2006) hade idén till en musikgrupp fötts hos en grupp gemensamt boende studenter (varav flera stammade från comarcan Ripollès i norra Katalonien) i Barri Gòtic i centrala Barcelona – Miquel, gitarristen Marcel Lázara och keyboardisten Sergi Carbonell.
Därefter började trion delta i improviserade gatukonserter, arrangerade av musiker från olika delar av världen. Lázara spelade då ofta på en charango, en liten gitarr av andinskt ursprung. Till slut beslöt de tre att försöka överföra karaktären från de här gatuevenemangen till scenen, via ett musikprojekt där de tog gruppnamnet från Lázaras instrument. Ursprungligen var dock stavningen Txarangö.

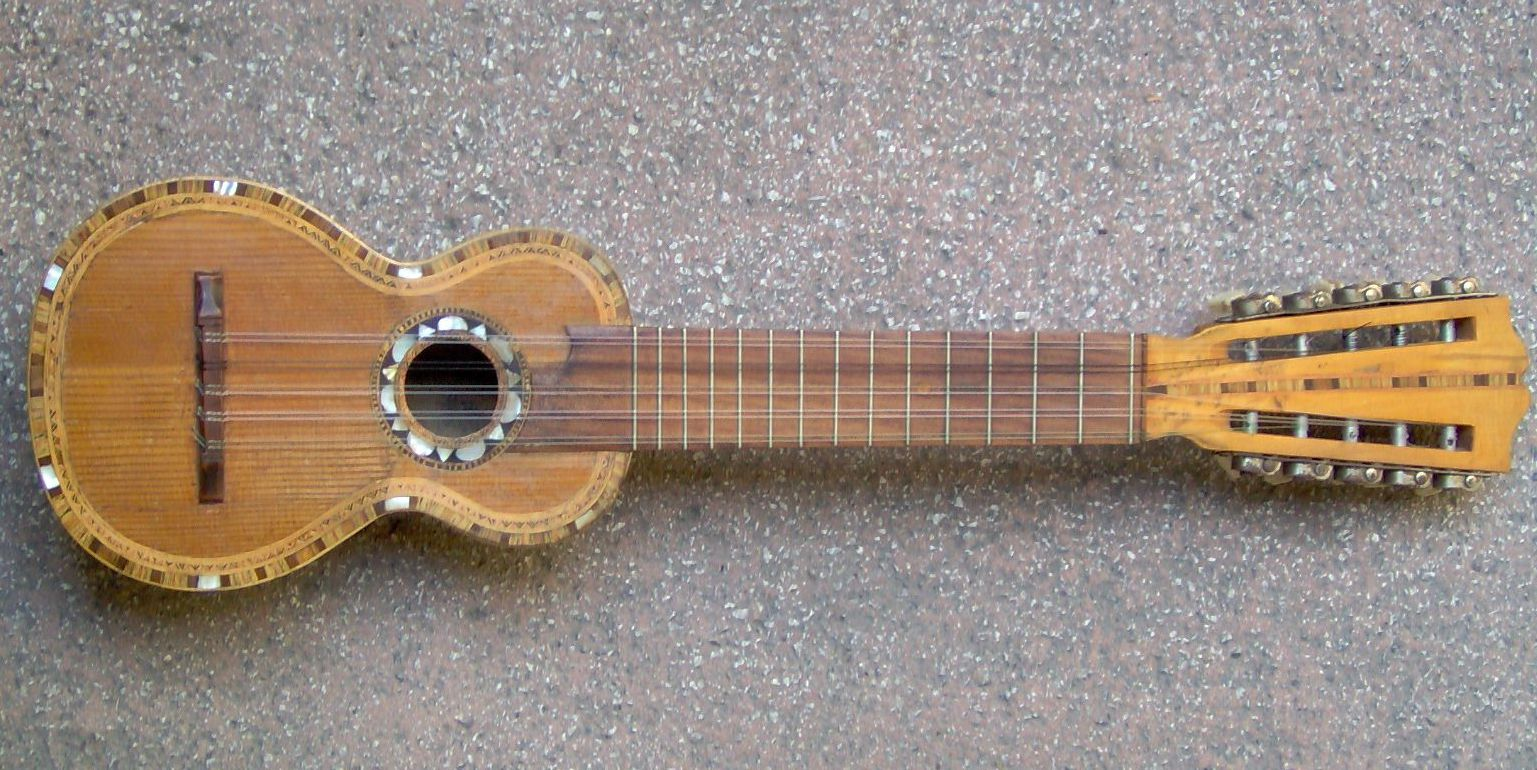
Charango, en minigitarr av andinskt ursprung som gav gruppen dess namn.

Gruppen etablerades 2007 och spelade redan tidigt i konsertsammanhang runt om i Katalonien. De deltog även – tillsammans med Manu Chao, Gambeat, Radio Bemba och Che Sudaka – i inspelningen av La Pegatinas (även de en grupp med latinamerikansk inspiration) debutalbum Al carrer samma år.
2008 spelade man i egen regi in en maxisingel med sju låtar med titeln Conjuro. Därefter bröt man upp bandet, för att fortsätta den musikaliska utvecklingen på skilda håll.

### Nystart och genombrottsåret 2012
Två år senare samlades dock trion Miquel, Lázara och Carbonell åter, efter att den förstnämnda nyss avslutat sin medverkan i bandet Vall Folk. De upptäckte cirkus som en gemensam inspirationskälla och beslöt att använda den som en ingång till det nya musikaliska projektet. Bland annat skapade man en egen mytologi omkring Clownia, en "magisk" plats och drömd slutstation för alla de gatumusiker som de stött på i sina kvarter. De beslöt att återanvända det gamla gruppnamnet Txarango, denna gång utan det diakritiska tecknet ovanför slutvokalen. Den första sättningen av bandet inkluderade även Joaquim Canals (trummor) och Àlex Pujols (bas). Man lanserade sig via singeln "Welcome to Clownia" (2010), innehållandes de två egenskrivna låtarna "Nits amb Txarango" och "Vola". Man beskrevs tidigt som ett reggaeband, kompletterat med andra rytmer.
Samma år gick man med i musikernätverket Tercera Via, med vars hjälp man under året kunde delta i en 50 konserter lång turné, med totalt 40 000 åskådare. Samtidigt uppmärksammades gruppens första låtar via sociala medier, där man hade låtit publicera sin musik fritt. Vid en avslutande höstkonsert den 31 oktober (Castanyada Rock i Piera), där man delade scen med Bongo Botrako, Brams och Strombers, meddelades att man planerade sitt första album.
Det nya albumet, med titeln Benvinguts al llarg viatge, innehöll gästbidrag från bland andra Strombers, La Pegatina, Gertrudis, Cesk Freixas, Brams, Itaca Band och The Sey Sisters. Bland de 14 låtarna fanns en nyinspelning av "Vola". Man beskrevs som en av de nya heta namnen i den då växande katalanska vågen av fusion-musik, där många av albumets gästartister ingick. Man beslöt sig också för att satsa på den lanseringsmetod som några år tidigare sparkat igång karriären för kollegorna i Els Amics de les Arts – lägga ut hela albumet (som ännu inte fanns utgiven på CD) för gratis nedladdning. Innan månaden var över hade man också sålt slut på biljetterna till årets första konsert, i Sala Apolo i Barcelona den 18 april.
I mars syntes Txarango på omslaget av den stora branschtidningen Enderrock, som första gruppen utan en fysisk skiva på marknaden. Man lyckades samtidigt skriva kontrakt med det etablerade katalanska skivbolaget Discmedi, vilket innebar att albumet även fanns tillgängligt på CD vid den mycket omskrivna turnéstarten en månad senare. Så dags hade Txarango redan deltagit med en minikonsert på Enderrocks prisgala den 12 mars.
Under april syntes och hördes man även på region-TV-kanalen TV3. Man valdes senare ut, bland ett hundratal andra katalanska namn, till att delta i den riksomfattande höstturnén Artistas en Ruta under hösten 2012. Själva den katalanska sommarturnén inkluderade ett femtiotal turnéstopp, inklusive besök norr om Pyrenéerna (i Frankrike) samt i Gent i Belgien.

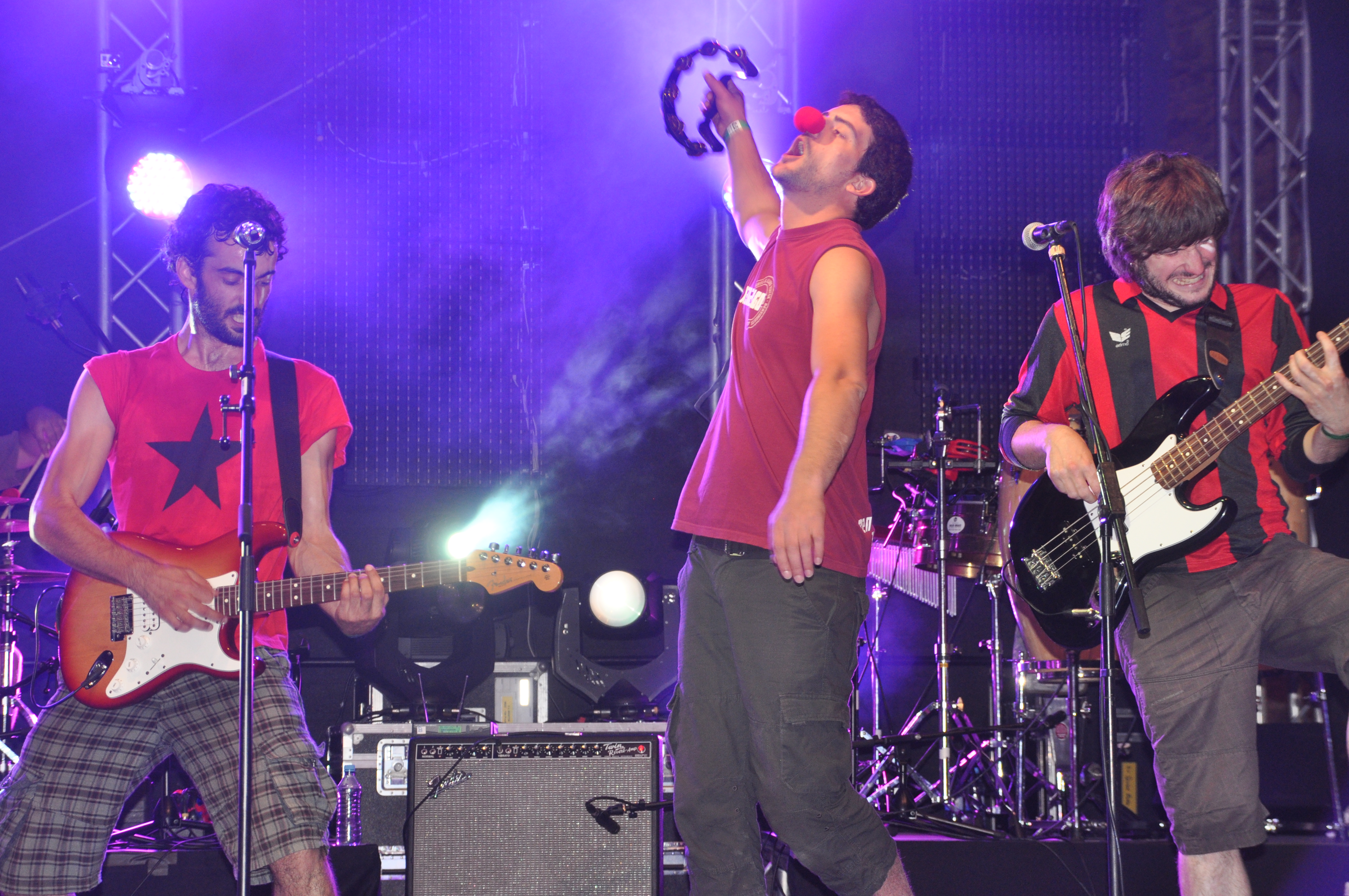
Bild från 2013 års världsmusik-festival i tyska Koblenz, med clownnäsan tydligt framträdande.

Det flitiga turnerandet fortsatte även 2013. Bland annat besökte man Horizonte-festivalen i Koblenz i Tyskland..

### Andra albumet, egen festival, nya utlandsbesök
Mars 2014 kom Txarangos andra album, betitlat Som riu. Liksom föregångaren släpptes det på bandets webbplats för fri nedladdning, vid sidan om en vanlig CD-utgåva hos Discmedi och försäljning via större betalmusiktjänster. Första singellåten från skivan blev "Músic de carrer".
Lanseringen av den nya skivan samordnades med starten av en ny musikfestival – Clownia – som arrangerades 2–3 maj i Sant Joan de les Abadesses i Ripollès. Vid sidan av Txarango spelade här ett femtontal grupper och artister, med namn som Els Catarres, Cesk Freixas, Buhos, Strombers och Itaca Band.
I juli deltog man dessutom i Summer Stage Festival i Central Park i New York. Deltagandet, där bandet deltog vid sidan av Mishima och Headbirds, var del av en katalansk kultursatsning betitlad Catalan Sounds on Tour organiserad av Institut Ramon Llull.
2015, ett år som började med fyra prisplaketter på Enderrocks prisgala, bjöd på fler utländska spelningar genom turnén La Vuelta al Mundo. Denna innehöll konserter i Europa, Mexiko, Kina och Japan. Under året deltog man även i Festiclown2015, där Txarango och nätverket Pallasos en Rebeldía ('Clowner i uppror') besökte Palestina. Turnén passerade skolor och läger i Nablus, Ramallah och Bir Zeit, vilket gav erfarenheter som gruppen skulle bära med sig in i nästa albumproduktion.
I oktober lämnade grundarmedlemmen Lázara bandet, för andra projekt.
Under 2016 beslöt bandet sig för att utebli från den ordinarie turnésäsongen, på grund av förberedelser inför den kommande skivan. Däremot gjorde man enstaka spelningar under året, inklusive i Gambia och Senegal där man deltog i invigningen av kulturcentret i Caparan. Kort efter hemkomsten gjorde man spontant en resa till det grekiska flyktinglägret i Idomeni, där man höll konsert och inledde samarbeten med både personal och flyktingfamiljer.

### Tredje albumet, katalansk appell
I slutet av mars 2017 släpptes gruppens tredje album, El cor de la Terra ('Jordens hjärta'), efter att man under flera veckors tid dagligen presenterat nya låtar på Youtube. Till detta nya album hade man tagit in de tre nya gruppmedlemmarna Joan Palà (slagverk), Pau Castellví (gitarr) och Sisco Romero (sång).
I övrigt återkom vissa saker enligt "traditionen", inklusive en skivutgivning som kompletterades med gratis nedladdning och konserter i utlandet. Japan, Turkiet, Colombia och Indien besöktes denna gång. 2017 var ett intensivt år i Katalonien, med den pågående självständighetsprocessen, och Txarango valde att delta i ett antal konserter och manifestationer för Ja-sidan i den kommande, ensidigt utlysta folkomröstningen. Detta inkluderade produktion av singeln "Agafant horitzó" ('Fångande horisonten'), med bidrag från ett stort antal katalanska artister.

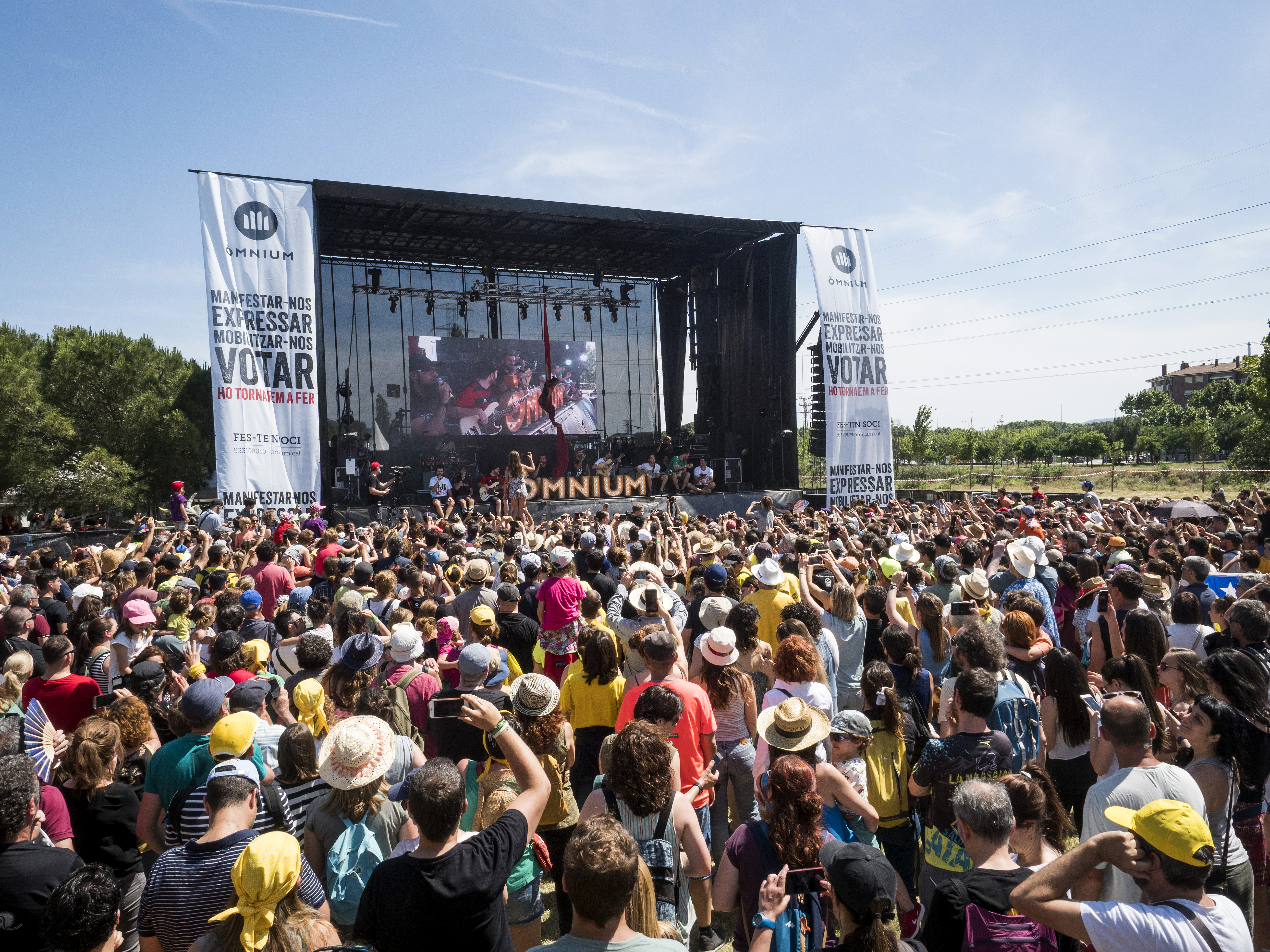
Txarango vid 2019 års manifestation/konsert Cultura contra la repressió.

Konsertdeltagandet fortsatte även under 2018 och 2019. Bland annat deltog man i juni 2019 i Òmnium Culturals manifestation Cultura contra la repressió-evenemang.

### Fjärde och sista albumet
19 juni 2020 släpptes De vent i ales ('Av vind och vingar'), det fjärde – och sista – albumet från Txarango. I december hade man oväntat offentliggjort att 2020 års album och den kommande turnén skulle bli bandets sista. Motivet till nedläggningen av gruppen var att man givit all sin energi under tio år med turnéer inom och utom landet, skivor och festivalprojekt.
Man ville dock avsluta på topp, med en stor turné som skulle gå in i 2021. Av detta blev dock intet, efter att 2020 års coronaviruspandemi stoppat i princip all normal konsertverksamhet. Turnén var tänkt att gå av stapeln i juni och avslutas i februari året därpå. De fyrtiotalet konserterna under El Gran Circ-turnén ('Den stora cirkusen'), var planerade att äga rum under cirkustält. Man var även tvungen att ställa in årets upplaga av Clownia-festivalen.
Albumet föregicks av en dokumentärfilm som spreds på sociala medier. Där presenterades utdrag med nio av albumets 16 låtar, samt miljöer som inspirerat produktionen. Berget Fujiyama, bergssluttningar i Colombia och flyktingarnas resa över Balkan inkluderades där, liksom lägerliv i Tindouf nära Västsahara.
Som ersättning för de inställda konserterna fick biljettköparna dock möjligheten att beställa specialalbumet El gran ball, med begränsad distribution.

## Diskografi
Nästan all sång på låtarna är på katalanska, där inget annat nämns.
1. "Nits amb Txarango" ('Nätter med Txarango')
2. "Vola" ('Flyg')

1. "Benvinguts" ('Välkomna')
2. "En caravana" ('I karavan')
3. "Amagada primavera" ('Dold vår')
4. "Quan tot s'enlaira" ('När allt lyfter')
5. "Volveremos" (spanska; 'Vi kommer tillbaka')
6. "Pren el carrer" ('Ut på gatan')
7. "No deixis de caminar" ('Sluta inte gå')
8. "Un pam de nas" ('En clownnäsa')
9. "Sueña como un niño" (spanska; 'Låt som ett barn')
10. "Per art de màgia" ('Genom magins konst')
11. "Sempre balla" ('Dansar jämt')
12. "Arriba la nit" ('Nu är natten här')
13. "Vola" ('flyg')
14. "La dansa del vestit" ('Klädernas konst')

1. "Esperança" ('Hopp')
2. "Músic de carrer" ('Gatumusik')
3. "La vuelta al mundo" (spanska; 'Varvet runt jorden')
4. "Compta amb mi" ('Räkna med mig')
5. "El meu poble" ('Min by'/'Mitt folk')
6. "Alegre i encantada" ('Glad och förtjust')
7. "Som un riu" ('Vi är en flod')
8. "Governant" ('Bestämmare')
9. "Batega" ('Slå')
10. "Corazón viajero" (spanska; 'Resehjärta')
11. "Camp de batalla" ('Slagfält')
12. "Com dues gotes d'aigua" ('Som två vattendroppar')
13. "Tant de bo" ('Så mycket gott')
14. "No t'adormis" ('Somna inte ')

1. "Obriu les portes" ('Öppna dörrarna')
2. "Una Lluna a l'aigua" ('En måne i vattnet')
3. "El tren del temps" ('Tidets tåg')
4. "Som foc (feat. The Cat Empire)" ('Vi är eld')
5. "Mil ocells (feat. Jarabe de Palo)" ('Tusen fåglar')
6. "Meravellós regal (feat. Safari Children's Choir)" ('Fantastisk gåva')
7. "Resiste y grita (feat. EKO Camp)" (spanska; 'Stå emot och skrik')
8. "Terra endins (feat. Manu Chao)" ('Jorden inuti')
9. "Ulls de corall" ('Ögon av korall')
10. "Et recordo" ('Jag minns dig')
11. "Que tot et vagi bé" ('Hoppas allt går väl med dig')
12. "T'espero" ('Jag väntar på dig')
13. "Somriurem" ('Låt oss le')
14. "Quan calla la ciutat ('När staden är tyst')

1. "De tot arreu" ('Överallt runtomkring')
2. "A la deriva" ('På drift')
3. "La foguera" ('Brasan')
4. "Quan cau el sol" ('När solen faller')
5. "Les coses senzilles" ('De enkla sakerna')
6. "Aguacero" (spanska; 'Hällregn')
7. "Nous camins" ('Nya vägar')
8. "Avui que fas anys" ('Idag när du fyller år')
9. "Cançons de llibertat" ('Sånger av frihet')
10. "Bendita vida" ('Välsignat liv')
11. "Si sabessis" ('Om du visste')
12. "Barcelona"
13. "La memòria de les mans" ('Händernas minne')
14. "Ara que balles amb mi" ('Nu när du dansar med mig')
15. "El combat" ('Kampen')
16. "És hora de tornar a casa" ('Det är dags att vända hem')